# Legokhuni
Legokhuni is een bestuurslaag in het regentschap Purwakarta van de provincie West-Java, Indonesië. Legokhuni telt 2204 inwoners (volkstelling 2010).